# Reichswehr

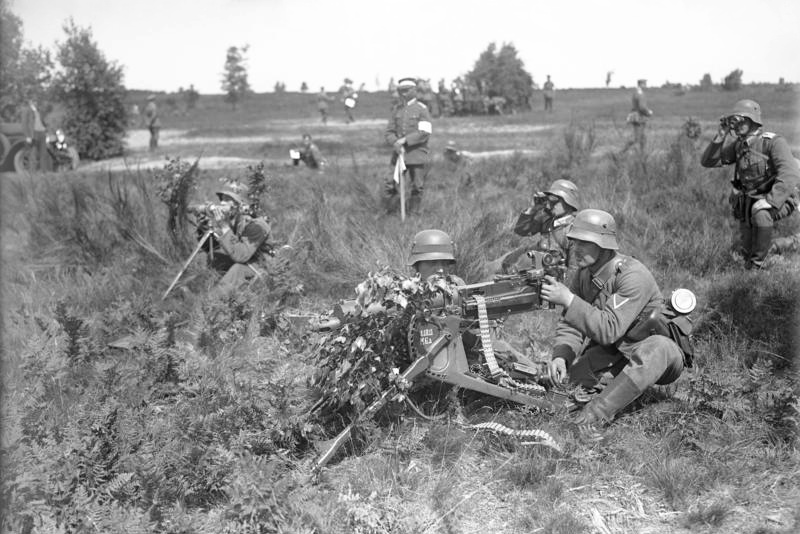
Soldaten van de Reichswehr tijdens een oefening

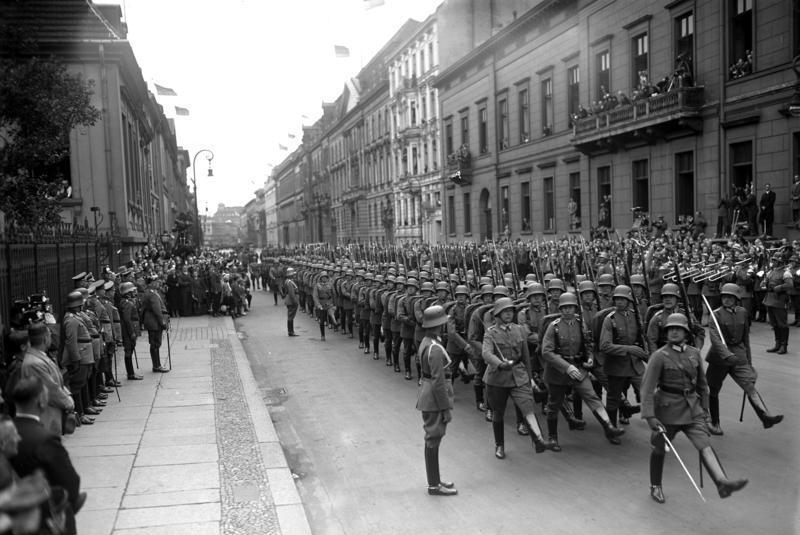
Parade van de Reichswehr in 1932 in de Berlijnse Wilhelmstraße ter ere van de verjaardag van Rijkspresident Paul von Hindenburg

De Reichswehr was het leger van de Weimarrepubliek tussen 1921 en 1935.

## Revolutionaire chaos
Na de Eerste Wereldoorlog en de wapenstilstand viel het keizerlijk leger van het Duitse Keizerrijk van keizer Wilhelm II na de chaotische terugtocht van het westelijk front al snel uiteen. In de revolutionaire chaos vormden zich in opdracht van de Rat der Volksbeauftragten vrijkorpsen die uit revanche voor de nederlaag de door hen benoemde interne vijand, namelijk de communisten, de socialisten, de joden en de republikeinen, te lijf gingen. Die nederlaag zou begaan zijn door verraad aan het thuisfront door oorlogsmoeheid en defaitisme: de zogenaamde dolkstootlegende.
In een poging de pas uitgeroepen Weimarrepubliek te redden, sloot president Friedrich Ebert een geheim akkoord met de oude leden van de Oberste Heeresleitung, het oude opperbevel van het Duitse keizerlijke leger, om de vrijkorpsen die zich inmiddels hadden verenigd in de Schwarze Reichswehr, in te zetten tegen de radenrepublieken die her en der in Duitsland ontstaan waren en tegen de separatistische neigingen in met name Beieren (door de ineenstorting van Oostenrijk-Hongarije ontstond er een hernieuwde afkeer van de Klein-Duitse oplossing) en het Rijnland (waar Frankrijk troepen gelegerd had om op de demilitarisering en het doen van de herstelbetalingen toe te zien).

## Verdrag van Versailles
In het Verdrag van Versailles van juni 1919, in Duitsland als dictaat ervaren, stond in artikel 160 vastgelegd dat de Duitse strijdkrachten, de Reichswehr bestaande uit Reichsheer en Reichsmarine (een luchtmacht werd Duitsland verboden), in sterkte fors moest worden ingekrompen en slechts licht bewapend mocht zijn: het moest een defensief leger worden ter verdediging van de grenzen en de interne veiligheid. De Reichswehr zou onder direct bevel moeten komen te staan van de Rijkspresident opdat een militaire autonomie zoals tijdens de voorafgaande wereldoorlog vermeden werd. De Rijkspresident kreeg volgens de Grondwet de bevoegdheid in een noodtoestand de staat van beleg uit te roepen en een dictatuur te vestigen ter bescherming van de eenheid van de staat.

## Dolkstootlegende
Sommige eenheden aanvaardden de Weimarrepubliek niet en wilden niet ontwapend worden: zij noemden het een tweede dolkstoot in de rug. De eerste confrontatie was tijdens de zogenaamde Kapp-putsch in maart 1920, toen de Reichswehr door de naar Weimar gevluchte regering te hulp werd geroepen om de orde in de hoofdstad Berlijn te herstellen. Daar hadden vrijkorpsen eigenhandig een communistische machtsgreep neergeslagen en nadien de macht niet aan de regering willen laten. De leiding van de Reichswehr wilde echter geen soldaten laten schieten op soldaten, zodat de regering een schijntoegeving deed, waarna zij elitetroepen alsnog de rust liet herstellen.
Dit was weer een directe aanleiding tot de oprichting van de geheime organisatie Stahlhelm die door gewelddadige acties de republiek trachtte te ondermijnen en het keizerrijk te herstellen.

## Verdrag van Rapallo
In geheime clausules van het Verdrag van Rapallo uit 1925 tussen de Weimarrepubliek en de Sovjet-Unie regelde de Reichswehr dat het op Russisch grondgebied mocht oefenen met in het geheim ontwikkelde zware en chemische wapens en vliegtuigen. Ook subsidieerde de regering in het geheim allerlei activiteiten zoals vliegclubs, natuurkundige en chemische studieclubs en paramilitaire trainingen opdat er heimelijk een militaire en militair-technologische structuur in werking kon blijven.
In de Weimarrepubliek bleef een militaristische sfeer hangen. Op de KPD na was elke partij ervan overtuigd dat de Reichswehr de stabielste factor was. De verkiezing van Paul von Hindenburg tot Rijkspresident in 1925 als opvolger van de overleden Friedrich Ebert was daarvan een ultiem bewijs. In latere jaren geraakte de republiek in steeds grotere interne problemen. Dat was het gevolg van de wereldwijde economische crisis, de door partij-knokploegen op straat uitgevochten politieke tegenstellingen en het samenspannen (in verschillende coalities) van de anti-Weimar-partijen als de Duits-nationalen, de nazipartij NSDAP en de voornoemde KPD. Eigenlijk steunde de republiek nog op de SPD en de katholieke Centrumpartij. Tussen 1930 en 1933 werd er geregeerd op grond van de noodstatuten van de republiek: de president benoemde telkens de rijkskanselier die zelf een meerderheid in en buiten het parlement, de Rijksdag, moest zien te vinden. Een van deze kanseliers was generaal Kurt von Schleicher; deze moest trachten de NSDAP buiten de regering te houden. Dat mislukte, waarop Franz von Papen in tweede instantie dan maar Hitler moest opnemen in de regering om hem in te dammen...

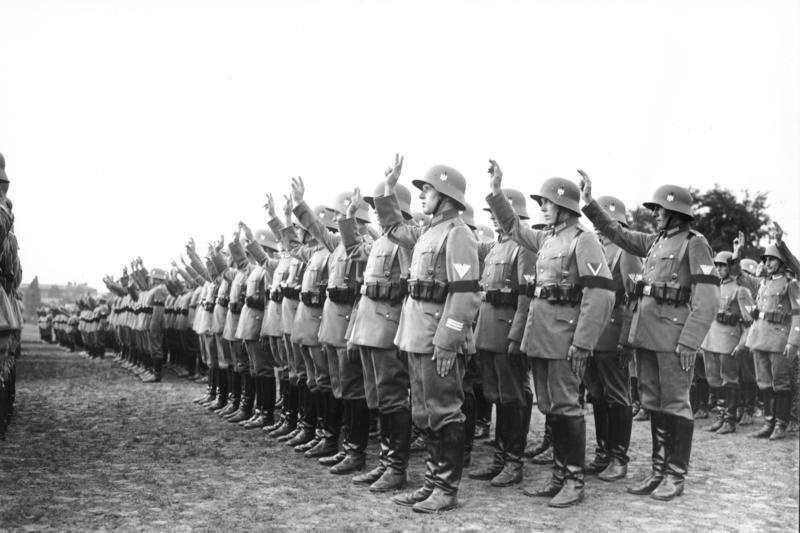
Soldaten van de Reichswehr zweren de eed van de trouw aan Hitler

## Nacht van de Lange Messen
Na de machtsovername door Adolf Hitler en de NSDAP in 1933 en de Nacht van de Lange Messen oftewel de Röhm-putsch van 30 juni 1934 integreerde de SA grotendeels in de Reichswehr. Op 2 augustus 1934 overleed Rijkspresident Paul von Hindenburg waarna rijkskanselier Hitler de complete macht naar zich toe trok. Hij nam alle bevoegdheden van de Rijkspresident als Führer over, inclusief het opperbevel over de strijdkrachten. De Reichswehr werd in 1935 omgedoopt tot Wehrmacht en zwoer een eed van trouw aan de Führer. Tegelijkertijd werden de defensie-inspanningen opgevoerd en definitieve stappen gezet op weg naar een aanvalsleger.

## Voetnoten
1. ↑  (en)  Bepalingen omtrent de sterkte van de Duitse strijdkrachten uit het Verdrag van Versailles
2. ↑  (en)  Precieze aantallen van manschappen en materieel, zoals vastgelegd in het Verdrag van Versailles